# Amédée de Noé

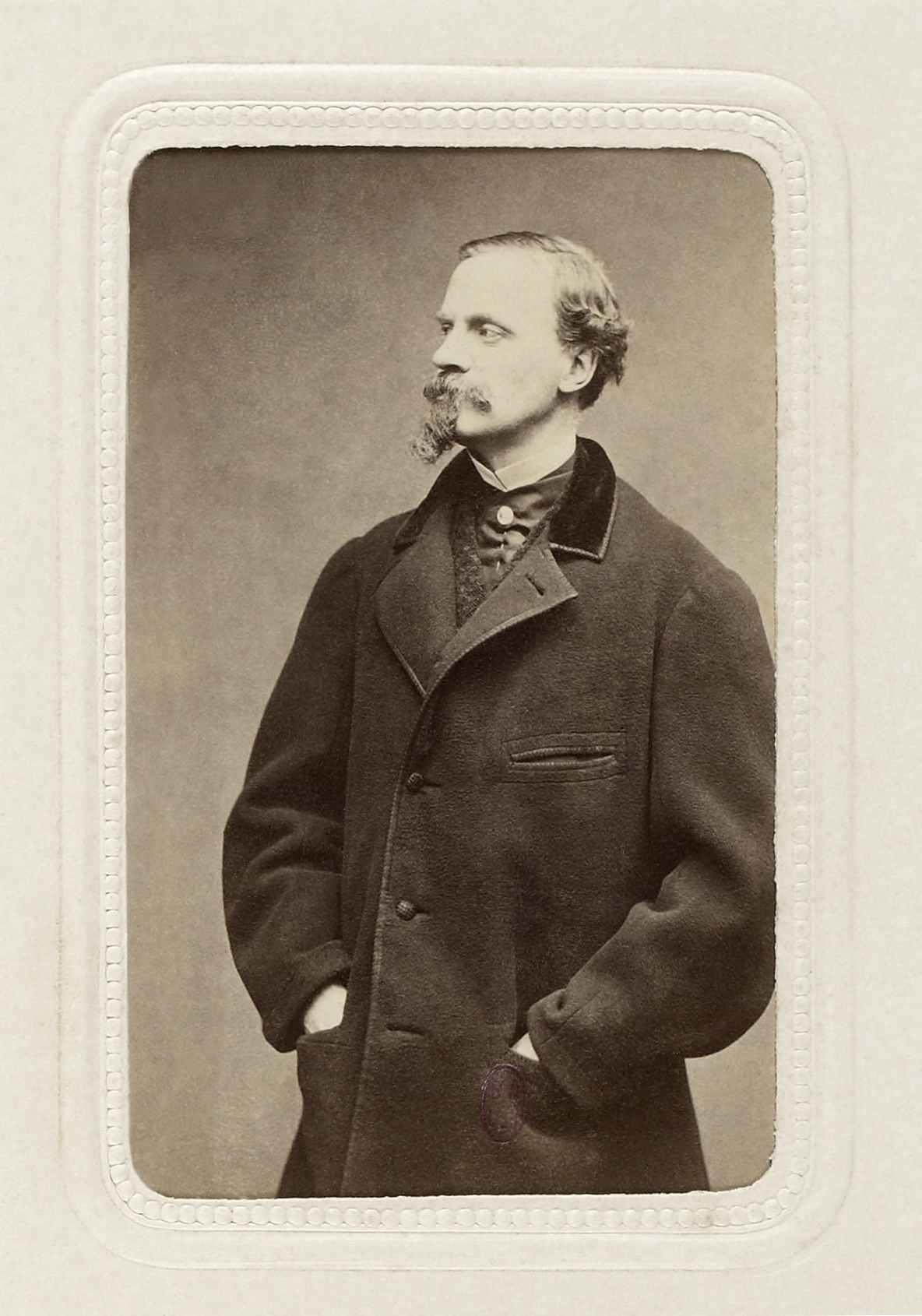
Cham

Amédée de Noé

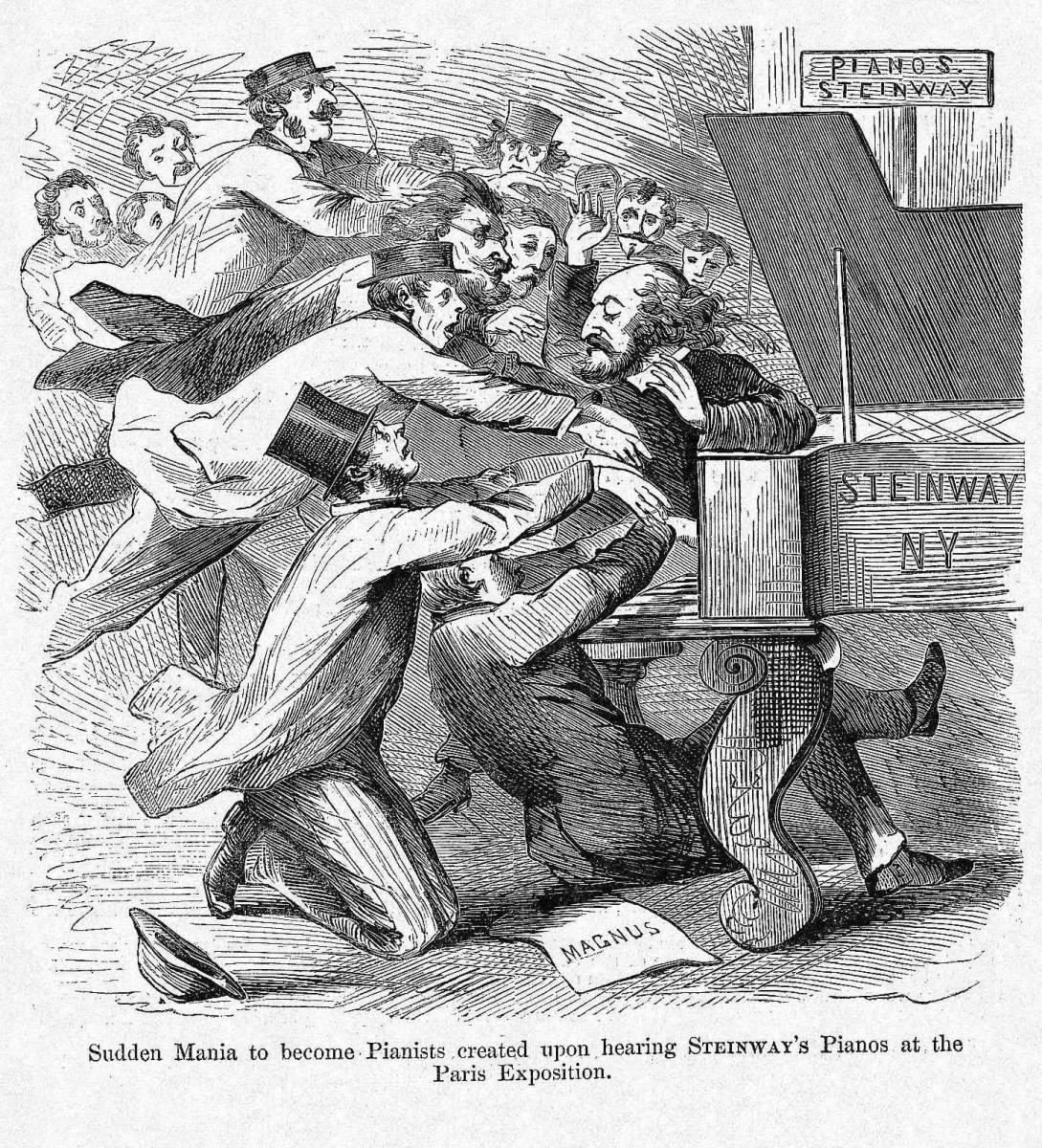
Karikatur über Steinway-Flügel auf der Pariser Weltausstellung 1867

Amédée Charles Henri de Noé, Künstlername Cham (* 26. Januar 1819 in Paris; † 6. September 1879 ebenda) war ein französischer Karikaturist.
Amédée de Noé war der Sohn des Kunstsammlers Louis-Pantaléon de Noé und einer Engländerin. Der zeichnerisch früh begabte, hoch aufgeschossene junge Mann erhielt seine einschlägige Ausbildung zunächst durch Paul Delaroche. Nachdem er Schüler von Nicolas-Toussaint Charlet wurde, widmete er sich besonders der grotesken Zeichnung. Amédée de Noé war um 1840 in Anlehnung an Rodolphe Töpffer ein Pionier der Bildergeschichte. Seine ersten Karikaturen für Le Charivari, dem er 36 Jahre lang den Hauptteil seiner Produktion widmete, erschienen 1842. Seitdem pflegte er die kleineren Ereignisse des Tages dem Publikum in flüchtigen Bildern vorzuführen und lieferte für Almanache, namentlich für den Almanac prophétique, für das Musée Philipon, insbesondere aber für den genannten Charivari zahlreiche komische Zeichnungen, Skizzen, Szenen und Revuen, die später meist als Alben gesammelt wurden. Amédée de Noé war auch als Coautor von Theaterstücken und als Librettist tätig, etwa für „Une martingale“, uraufgeführt im Théâtre des Variétés (1862) und für „Le Serpent à plumes“, eine komische Oper von Léo Delibes, uraufgeführt im Théâtre des Bouffes-Parisiens (1864). Der zweisprachige Künstler war auch Mitarbeiter englischsprachiger Zeitschriften. Er starb an der Tuberkulose.

## Werke (Auswahl)
Chams Bildergeschichten, Vorläufer der Comics, erschienen ab 1839 bei Aubert in Paris, Galerie Véro-Dodat, später Place de la Bourse 29. 
Beispiele:
- Histoire de monsieur Lajaunisse (1839)
- Monsieur Mélasse (1839)
- Histoire de monsieur Jobard (1840)
- Deux vieilles filles vaccinées à marier (1840)
- Histoire de monsieur Vertpré et de sa ménagère aussi (1840)
- Monsieur Barnabé Gogo (1841)
- Aventures de Télémaque, fils d'Ulysse (1842)
- Histoire du prince Colibri et de la fée Caperdulaboula (1842)
- Folies du jour: caricatures politiques et sociales (1849)
- Voyage de Paris dans l'Amérique du Sud : Poussé jusqu'au Hâvre inclusivement (1860)